# Bella Rolland
Bella Rolland (Sacramento, California; 11 de julio de 1994) es una actriz pornográfica y modelo erótica estadounidense.

## Biografía
Natural de California, nació y se crio en la capital del estado. Estudió en el Camino High School, donde practicó lucha y se dedicó a la crianza de caballos. Una vez terminada el instituto modeló durante varios años posando como modelo nupcial y trabajó en un hospital veterinario. Por mediación de su novio de entonces, acabó creándose una cuenta de Snapchat en el que comenzó a publicar vídeos y fotos suyas bajo suscripción de sus seguidores. Posteriormente pasó a realizar sesiones como camgirl.
Tras mudarse desde Sacramento hasta Los Ángeles comenzó su carrera como actriz pornográfica, debutando como tal en 2019, a los 25 años, grabando su primera escena el 5 de marzo. Como actriz ha trabajado para estudios como Evil Angel, Wicked Pictures, Mofos, Jules Jordan Video, Reality Kings, Brazzers, Zero Tolerance, Girlsway, Girlfriends Films, Pure Taboo, New Sensations, Blacked, Hard X o Sweetheart Video, entre otros.
El mismo año de su debut grabó su primera escena de sexo anal para el estudio Tushy, junto a Markus Dupree, en Parting Gift. En 2020 consiguió su primera nominación en los Premios AVN, en la categoría fans de Debutante más caliente.
En 2021 consiguió la nominación en los Premios AVN y en los XBIZ a Mejor actriz revelación.
Ha rodado más de 460 películas como actriz.
Algunos trabajos suyos son Anally Corrupted 3, Back in the Game, Girls Gone Pink 12, Her Forbidden Fruit 3, Lesbian Massage 5, Make Her Submit 7, Raw 39, Sex For Rent 2, Twisted Passions 28 o While He Watches.

## Premios y nominaciones
| Año  | Ceremonia    | Resultado | Premio                                               | Trabajo                   |
| ---- | ------------ | --------- | ---------------------------------------------------- | ------------------------- |
| 2020 | Premios AVN  | Nominada  | Premio fan: Debutante más caliente                   | —                         |
| 2021 | Premios AVN  | Nominada  | Mejor actriz revelación                              | —                         |
| 2021 | Premios XBIZ | Nominada  | Mejor actriz revelación                              | —                         |
| 2021 | Premios XBIZ | Nominada  | Mejor escena de sexo en película de temática erótica | Swipe Right               |
| 2022 | Premios XBIZ | Nominada  | Mejor escena de sexo en película gonzo               | Tushy Raw V21             |
| 2023 | Premios AVN  | Nominada  | Mejor escena de sexo en grupo                        | Hungry for More?          |
| 2023 | Premios AVN  | Nominada  | Mejor escena de sexo lésbico en grupo                | From Bad to Worse         |
| 2024 | Premios AVN  | Nominada  | Mejor actuación solo / tease                         | How Women Orgasm          |
| 2024 | Premios AVN  | Nominada  | Mejor escena de trío                                 | The Mechanic's Messy Wife |
| 2024 | Premios XBIZ | Nominada  | Mejor escena de sexo en película lésbica             | Bedside Manhandlers       |